# Agave jaliscana
Agave jaliscana ist eine Pflanzenart aus der Gattung der Agaven (Agave) in der Unterfamilie der Agavengewächse (Agavoideae). Das Artepitheton jaliscana stammt aus dem Lateinischen und verweist auf das Vorkommen der Art im mexikanischen Bundesstaat Jalisco.

## Beschreibung
Agave jaliscana wächst einzeln oder vielköpfig mit halbfleischigen Wurzeln. Speicherrhizome sind länglich und messen 1,3 bis 2,2 Zentimeter im Durchmesser, ausgebreitete Rhizome sind zylindrisch. Die fünf bis zehn ausgebreiteten, linealischen, krautigen Laubblätter sind rinnig. Ihre Spitze ist spitz und trägt ein kurzes Spitzchen. Die winzig zerstreut papillate, grüne, nicht gefleckte Blattspreite ist 49 bis 78 (selten bis 93) Zentimeter lang und 0,6 bis 1,4 (selten bis 2,8) Zentimeter breit. Die  Blattränder weisen sehr schmale, hyaline Bänder auf und sind gelegentlich winzig papillat. Die Reste der Blattbasis zerfallen in 4 bis 7 Zentimeter lange steife Fasern.
Der „ährige“ Blütenstand erreicht eine Höhe von 100 bis 155 Zentimeter. Der verlängerte, halbdichte blütentragende Teil ist 11 bis 38 (selten bis 42) Zentimeter lang und trägt elf bis 40 sitzende oder manchmal kurz gestielte Blüten. Ausgewachsene Blüten sind nahezu aufrecht. Der schmal ellipsoide Fruchtknoten ist 8 bis 13 (selten 6 bis 16) Millimeter lang und hat einen Hals. Die schmal trichterförmige, gerade Perigonröhre ist über dem Fruchtknoten leicht eingeschnürt. Sie weist eine Länge von 4 bis 10 Millimeter auf. Die länglichen, schmalen und zurückgebogenen Zipfel sind 9 bis 17 Millimeter lang. Der Griffel überragt die Blütenröhre um 62 bis 84 (selten 56 bis 98) Millimeter. Die keulenförmigen Narben sind dreikantig und tief gefurcht. Die Blütezeit reicht vom frühen November bis in den frühen April.
Die kugelförmigen bis länglichen Früchte sind 1,1 bis 2,7 Zentimeter lang und 1,2 bis 1,7 Zentimeter breit. Sie enthalten Samen von 3 bis 4 Millimeter Länge und 4 bis 5 Millimeter Breite.

## Systematik und Verbreitung
Agave jaliscana ist in den  mexikanischen Bundesstaaten Sonora, Jalisco und Michoacán auf lockerem, schwarzem Lehm oder Felsen, in Kiefern-Eichenwälder und an grasigen Hängen verbreitet. 
Die Erstbeschreibung als Manfreda jaliscana durch Joseph Nelson Rose wurde 1903 veröffentlicht. Alwin Berger stellte die Art 1915 in die Gattung Agave. Ein nomenklatorisches Synonym ist Polianthes jaliscana (Rose) Shinners (1966).
Die Art gehört in die Untergattung Manfreda und wird dort der Manfreda-Gruppe zugeordnet.

## Nachweise